# Kiraz (Izmir)
Kiraz (türkisch für Kirsche) ist eine Stadtgemeinde (Belediye) im gleichnamigen Ilçe (Landkreis) der Provinz Izmir in der türkischen Ägäisregion und gleichzeitig ein Stadtbezirk der 1984 gebildeten Büyükşehir belediyesi İzmir (Großstadtgemeinde/Metropolprovinz). Seit der Gebietsreform ab 2013 ist die Gemeinde flächen- und einwohnermäßig identisch mit dem Landkreis.
Die Stadt liegt etwa 100 Kilometer östlich des Zentrums der Provinzhauptstadt Izmir am Fluss Küçük Menderes und am Südhang des Gebirges Boz Dağları. Die Straße D-310 von Torbalı nach Osten bis Alaşehir tangiert die Stadt.
Der 1948 (durch das Gesetz Nr. 5071) aus dem Kreis Ödemiş abgespaltene Landkreis liegt im äußersten Osten der Provinz und grenzt im Westen an Ödemiş und Beydağ sowie im Osten an die Provinzen Aydın und Manisa.
(Bis) Ende 2012 bestand der Landkreis aus der Kreisstadt und 52 Dörfern (Köy), die während der Verwaltungsreform 2013/2014 in Mahalle (Stadtviertel/Ortsteile) überführt wurden. Die vier Mahalle der Kreisstadt blieben bestehen. Durch Herabstufung der Dörfer zu Mahalle stieg deren Zahl auf 52 an. Ihnen steht ein Muhtar als oberster Beamter vor.
Ende 2020 lebten durchschnittlich 788 Menschen in jedem Mahalle, 3.611 Einw. im bevölkerungsreichsten (İstiklal Mah.).